# Битва біля Асіаго
Битва біля Асіаго або Трентінська операція (15 травня 1916 — 25 червня 1916) — одна з найважливіших операцій на Італійському фронті під час Першої світової війни.

## Підготовка до наступу
Наступ в Трентіно виглядав дуже привабливим для австро-угорського командування. В разі успішного проведення операції, могла бути оточена основна частина італійських військ на річці Ізонцо. що навіть могло вивести Італію з війни. Для цього Австро-Угорщина зосередила на Трентінському напрямку близько 200 батальйонів і 2000 гармат. Війська були розділені на 2 армії, під загальним командуванням ерцгерцога Євгенія Австірйського. Італійське командування знало про те, що готується наступ, однак, зважаючи на те, що російські війська в цей час почали наступ у Галичині, вважалося, що австрійці не ризикнуть почати операцію. Тим більше, командувач італійськими військами Кадорна в цей час планував новий наступ на Ізонцо. На Трентінському напрямку розташовувалася 1-а італійська армія, яка не була повною мірою готова до оборони. Тут було всього 160 батальйонів і 623 гармати.

## Наступ
Наступ почався 15 травня, потужна артилерійська підготовка знищила італійські оборонні укріплення. Наступаюча піхота відкинула італійців на 3-20 км вглиб оборони. Австро-угорські війська продовжували наступ в напрямку на Асіаго. 27 травня наступ зменшився і, попри те, що австрійці залучили на фронт нові сили, 30 травня остаточно припинилося. На Східному фронті розпочався Брусиловський прорив. який змусив австро-угорське командування перекинути сили з Італійського фронту на Схід.
Під час битви при Асіаго йшли бої і в районі Ізонцо, де для введення італійців в оману намічалися широкі демонстративні дії — сильний артилерійський вогонь, атаки по декількох напрямках, бомбардування з повітря важливих залізничних споруд та великих командних пунктів. Тут 14 травня була проведена перша хімічна атака на Італійському фронті, яка вивела зі строю 6300 італійських солдатів.
В ході наступу при Асіаго Кадорна підсилив оборону 1-ї італійської армії перекиданням п'яти корпусів, що дозволило італійцям 16 червня перейти в контрнаступ. Ослаблені через перекидання значних сил в Галичину австро-угорські війська почали відхід на колишні позиції.
На цьому битва при Асіаго закінчилася, обидві сторони понесли важкі втрати. Поразка італійців в Трентіно справило сильне враження на громадськість країни, через поразку уряд був змушений піти у відставку.
Незважаючи на важкі втрати, Кадорна не припинив підготовку до чергового (вже шостого) наступу на Ізонцо, що незабаром і відбулося.